# Saint-Père (Nièvre)
Pour les articles homonymes, voir Saint-Père.
Saint-Père est une commune française située dans le département de la Nièvre, en région Bourgogne-Franche-Comté.

## Géographie

### Climat
Pour des articles plus généraux, voir Climat de la Bourgogne-Franche-Comté et Climat de la Nièvre.
En 2010, le climat de la commune est de type climat océanique dégradé des plaines du Centre et du Nord, selon une étude du Centre national de la recherche scientifique s'appuyant sur une série de données couvrant la période 1971-2000. En 2020, Météo-France publie une typologie des climats de la France métropolitaine dans laquelle la commune est exposée à un climat océanique altéré et est dans la région climatique  Centre et contreforts nord du Massif Central, caractérisée par un air sec en été et un bon ensoleillement. 
Pour la période 1971-2000, la température annuelle moyenne est de 10,7 °C, avec une amplitude thermique annuelle de 15,6 °C. Le cumul annuel moyen de précipitations est de 792 mm, avec 11,5 jours de précipitations en janvier et 7,5 jours en juillet. Pour la période 1991-2020, la température moyenne annuelle observée sur la station météorologique de Météo-France la plus proche, « Léré », sur la commune de Léré à 9 km à vol d'oiseau, est de 11,6 °C et le cumul annuel moyen de précipitations est de 710,5 mm. 
La température maximale relevée sur cette station est de 41,9 °C, atteinte le 25 juillet 2019 ; la température minimale est de −13,3 °C, atteinte le 9 février 2012,,. 
Les paramètres climatiques de la commune ont été estimés pour le milieu du siècle (2041-2070) selon différents scénarios d'émission de gaz à effet de serre à partir des nouvelles projections climatiques de référence DRIAS-2020. Ils sont consultables sur un site dédié publié par Météo-France en novembre 2022.

## Urbanisme

### Typologie
Au 1er janvier 2024, Saint-Père est catégorisée commune rurale à habitat dispersé, selon la nouvelle grille communale de densité à sept niveaux définie par l'Insee en 2022.
Elle est située hors unité urbaine. Par ailleurs la commune fait partie de l'aire d'attraction de Cosne-Cours-sur-Loire, dont elle est une commune de la couronne,. Cette aire, qui regroupe 30 communes, est catégorisée dans les aires de moins de 50 000 habitants,.

### Occupation des sols
L'occupation des sols de la commune, telle qu'elle ressort de la base de données européenne d’occupation biophysique des sols Corine Land Cover (CLC), est marquée par l'importance des territoires agricoles (98,1 % en 2018), une proportion sensiblement équivalente à celle de 1990 (98,3 %). La répartition détaillée en 2018 est la suivante : terres arables (89,8 %), zones agricoles hétérogènes (6,3 %), prairies (2 %), zones urbanisées (1,8 %), espaces verts artificialisés, non agricoles (0,1 %). L'évolution de l’occupation des sols de la commune et de ses infrastructures peut être observée sur les différentes représentations cartographiques du territoire : la carte de Cassini (XVIIIe siècle), la carte d'état-major (1820-1866) et les cartes ou photos aériennes de l'IGN pour la période actuelle (1950 à aujourd'hui).

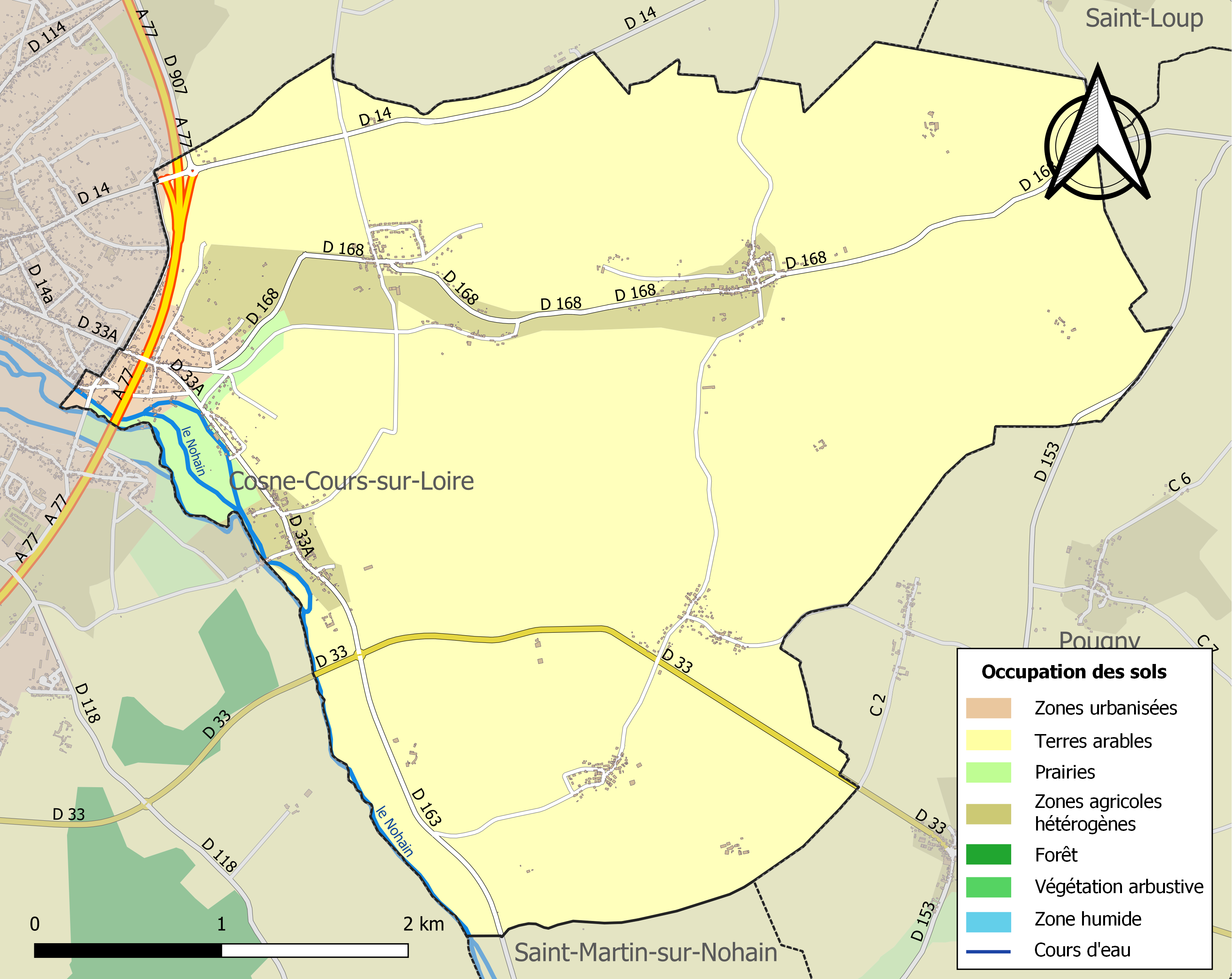
Carte des infrastructures et de l'occupation des sols de la commune en 2018 (CLC).

## Politique et administration

### Liste des maires
| Période                                  | Période  | Identité         | Étiquette | Qualité |
| ---------------------------------------- | -------- | ---------------- | --------- | ------- |
| avant 1995                               | ?        | Marc Avrain      | DVD       |         |
| 2001                                     | 2020     | René Marcellot   | DVG       |         |
| 2020                                     | En cours | Jocelyne Vernaux | DVD       |         |
| Les données manquantes sont à compléter. |          |                  |           |         |

## Démographie
L'évolution du nombre d'habitants est connue à travers les recensements de la population effectués dans la commune depuis 1793. Pour les communes de moins de 10 000 habitants, une enquête de recensement portant sur toute la population est réalisée tous les cinq ans, les populations de référence des années intermédiaires étant quant à elles estimées par interpolation ou extrapolation. Pour la commune, le premier recensement exhaustif entrant dans le cadre du nouveau dispositif a été réalisé en 2004.

En 2022, la commune comptait 1 047 habitants, en évolution de −6,18 % par rapport à 2016 (Nièvre : −3,28 %, France hors Mayotte : +2,11 %).
| 1793 | 1800 | 1806 | 1821 | 1831 | 1836 | 1841 | 1846 | 1851 |
| ---- | ---- | ---- | ---- | ---- | ---- | ---- | ---- | ---- |
| 698  | 776  | 841  | 850  | 909  | 939  | 834  | 869  | 891  |

| 1856 | 1861 | 1866 | 1872 | 1876 | 1881 | 1886 | 1891 | 1896 |
| ---- | ---- | ---- | ---- | ---- | ---- | ---- | ---- | ---- |
| 884  | 897  | 935  | 914  | 940  | 956  | 956  | 925  | 848  |

| 1901 | 1906 | 1911 | 1921 | 1926 | 1931 | 1936 | 1946 | 1954 |
| ---- | ---- | ---- | ---- | ---- | ---- | ---- | ---- | ---- |
| 826  | 882  | 845  | 773  | 770  | 766  | 740  | 709  | 667  |

| 1962 | 1968 | 1975 | 1982 | 1990  | 1999  | 2004 | 2006 | 2009  |
| ---- | ---- | ---- | ---- | ----- | ----- | ---- | ---- | ----- |
| 723  | 804  | 871  | 969  | 1 061 | 1 023 | 991  | 994  | 1 159 |

| 2014  | 2019  | 2022  | - | - | - | - | - | - |
| ----- | ----- | ----- | - | - | - | - | - | - |
| 1 130 | 1 059 | 1 047 | - | - | - | - | - | - |

## Lieux et monuments
- Église Saint-Pierre-des-Trépas, classée monument historique en 1907[17], restaurée en 2021.
- Commanderie de Villemoison, partiellement classée en 1907 et inscrite en 1987 aux monuments historiques[18].

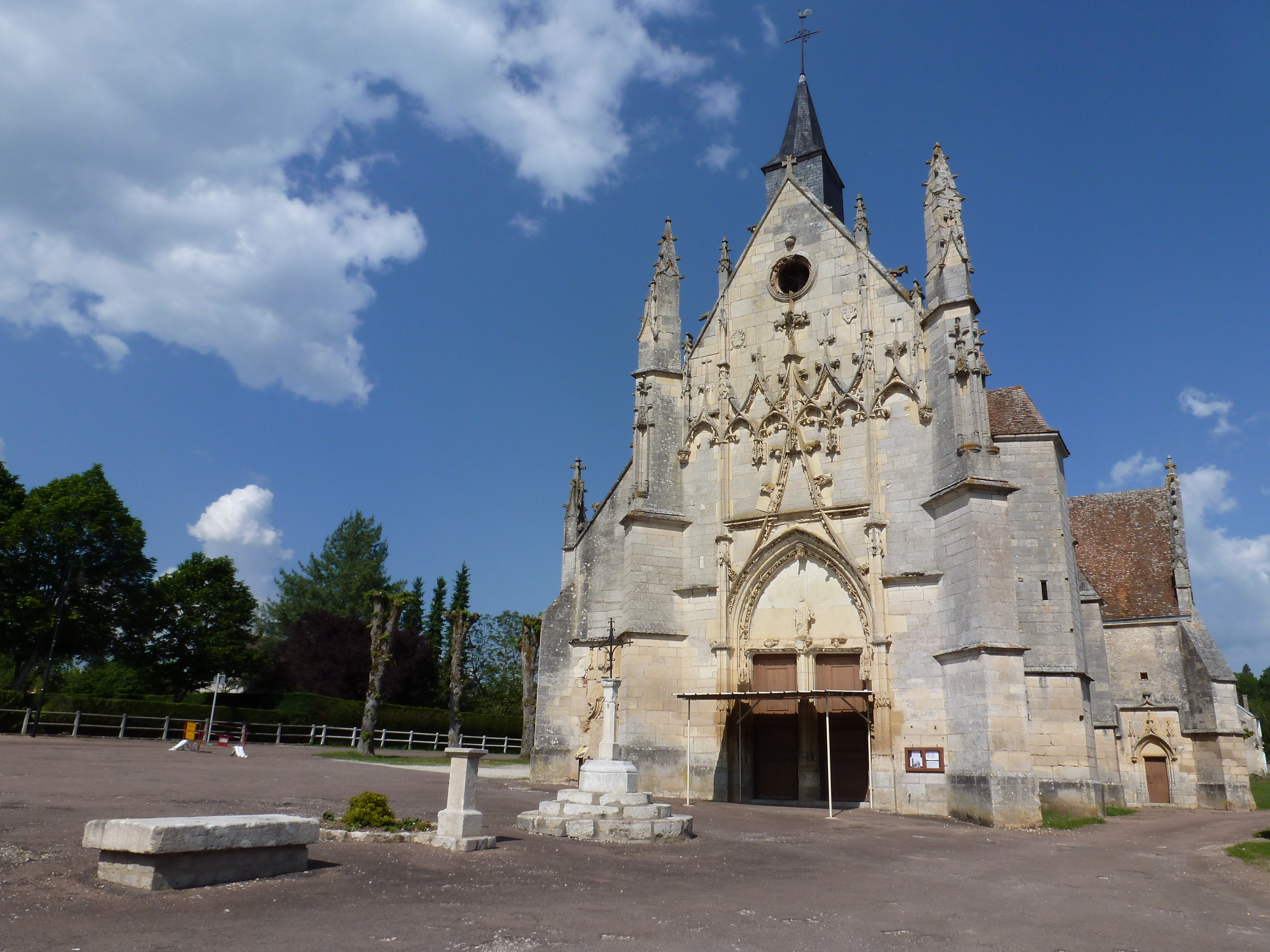
L'église Saint-Pierre-des-Trépas.
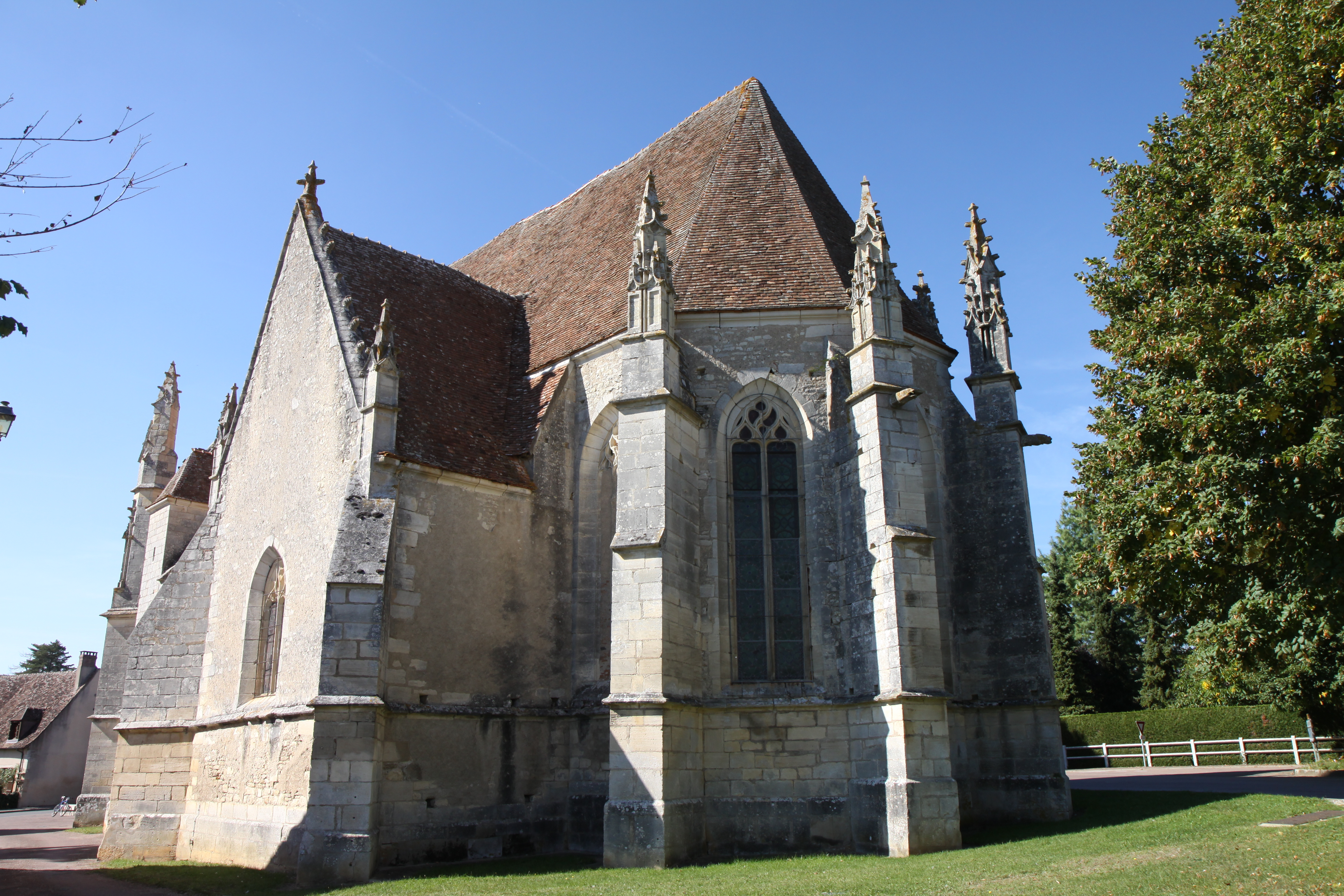
L'église Saint-Pierre-des-Trépas.
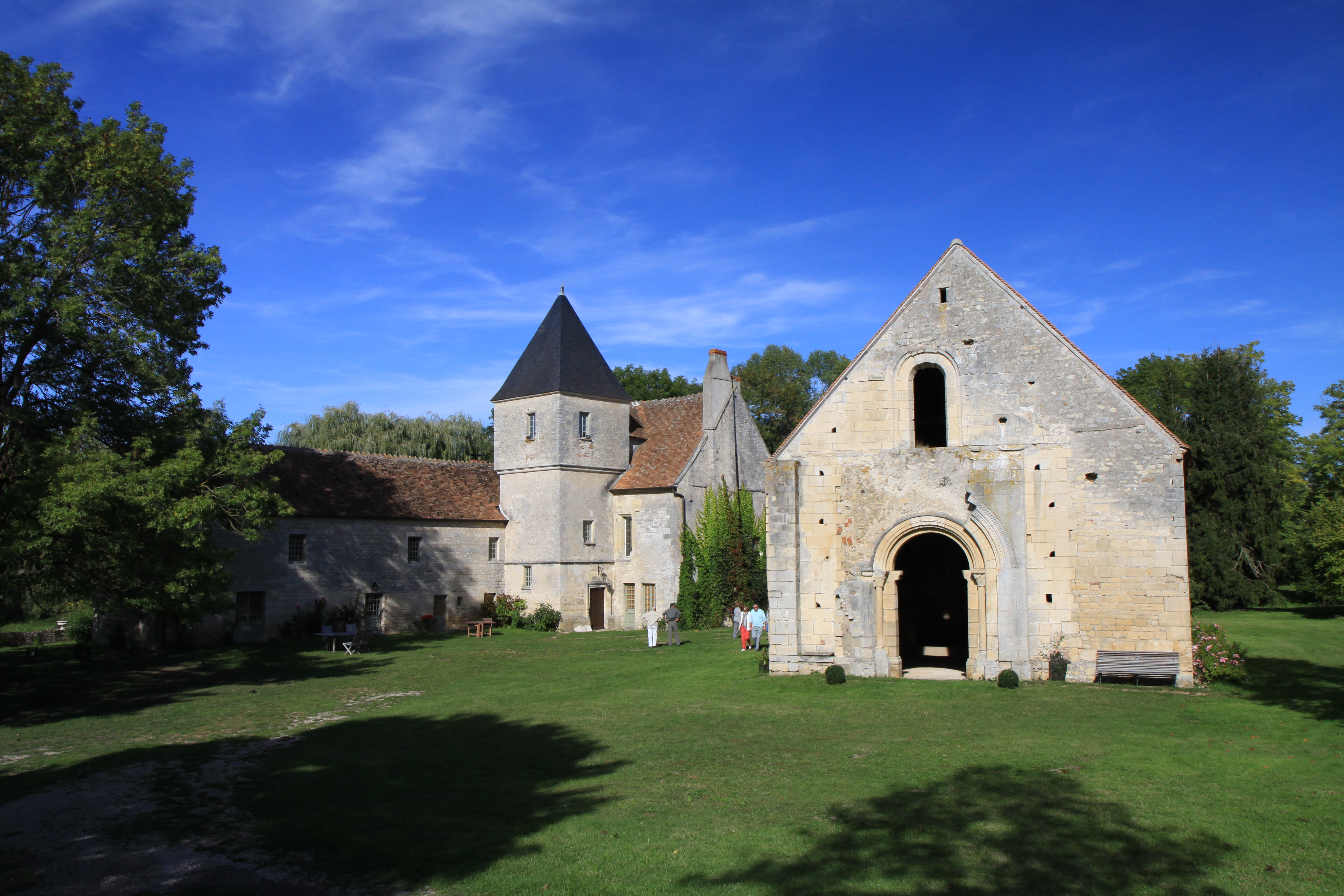
La commanderie de Villemoison.

- Château de Saint-Père : château du XVe siècle où habitaient les seigneurs de Saint-Père (Guillaume Vignier, homme de confiance de Jean sans Peur, puis les d'Assigny, les d'Estutt et les Rameau de Saint-Père).

## Personnalités liées à la commune
- Jean-François Rameau de Montbenoît, seigneur de Saint-Père, subdélégué de l’intendant d’Orléans à Cosne (1784-1789), vice-président du conseil départemental de la Nièvre (1790-1791), député de la Nièvre (1791-1792), guillotiné sous la Terreur le 7 mai 1794.
- Philippe Baucheron de Boissoudy, officier général de la Marine française, né en 1830, décédé à Saint-Père le 9 novembre 1903.
- Madeleine Rabereau, épouse et muse de Léo Ferré de 1952 à 1973, née à Saint-Père le 19 septembre 1924, décédée le 24 mai 1993.